# Phortica penidenticulata
Phortica penidenticulata är en tvåvingeart som först beskrevs av Gupta 1992.  Phortica penidenticulata ingår i släktet Phortica och familjen daggflugor. Inga underarter finns listade i Catalogue of Life.